# Pasca
Pasca es un municipio colombiano del departamento de Cundinamarca, ubicado en la Provincia de Sumapaz. Está ubicado a 87 kilómetros de la ciudad de Bogotá. Es conocido por su museo arqueológico, el Museo Arqueológico de Pasca, y por la balsa muisca hallada en su territorio en 1969. Tiene bajo su jurisdicción el centro poblado Guchipas.
Se destaca debido a su producción agropecuaria, su riqueza hídrica y por ser uno de los municipios desde donde se accede al ecosistema de páramo más grande del mundo, el páramo del Sumapaz.

## Toponimia

### Origen lingüístico[3]
- Familia lingüística:
- Lengua:

### Significado
El municipio antes de la llegada de los españoles era territorio de los muiscas y su nombre en muysc cubun (idioma muisca) significa «cercado del padre». Pasca posiblemente pertenece a la lengua general Muisca y presenta los vocablos paba-pa "padre, amo", "señor", s "por, para ", ca "lugar, fortaleza propiedad". Este vocablo representa el símbolo de la estrella del oriente y de igual manera la hora de madrugada; toda expresión acompañada del vocablo ca enuncia territorio sublimes asignados a grandes cacique.

### Origen / Motivación
Fue fundado en 1537 en la expedición de Juan de Céspedes enviado por Gonzalo Jiménez de Quesada. El nombre del municipio se relaciona con el asentamiento indígena que se encontraba en la región a la llegada de los conquistadores españoles. Era el último pueblo Chibcha en el sur de la Sabana en la frontera con los sutagaos en la ruta del zipa en su camino a los dominios de Fusagasugá. En este sector habitaban los pascas, pero el pueblo se encontraba ubicado en un sitio diferente al actual.

### Nombres históricos
- Nuestra Señora de Encarnación de Pasca (1760)

## Historia
Pasca fue explorada en 1537 por Juan de Céspedes, en una expedición enviada por Gonzalo Jiménez de Quesada.
Las casas eran pocas, su interior se engalanaba con jardines, los pisos eran en madera, piedra pequeña o tabletilla, cerca de la cocina construida en bahareque con el fogón de tres “jines” o piedras, los paradores de varas o de tablas que suspendidos del techo servían para depositar el mercado de abarrotes, alimentos o el pan de maíz con la finalidad de que no fueran saqueados por  perros o gatos.
Al llegar a la plaza se encontraba de iglesia de diseño virreinal de dirección norte-sur en el lugar que hoy ocupa el atrio, su torre albergaba dos campanas, dentro de ella el altar de la bordadita traído por el camino de los Colorados por Fermín Delgado con cuadros que fueron robados, la fachada de la iglesia se encuentra incrustado el escudo de la Monarquía Hispánica que se conserva aún en la fachada de la actual iglesia.
Al llegar a la plaza, en una de sus esquinas se encontraba el pino y la piedra de los conquistadores donde según la tradición estuvo preso Lázaro Fonte, sirvió también como lugar de recreo de los escolares puesto que en la alcaldía funcionaba la escuela de varones.

### SigloXX
El 24 de diciembre de 1928, Carlos García y Enrique Liévano llevan al pueblo los dos primeros carros halados por bueyes, para lo cual atravesaron potreros.[cita requerida] Entre 1937 y 1940 se crea la primera empresa de transportes denominada Flota Unida.[cita requerida]
En 1969 es encontrada la balsa muisca por Cruz María Dimaté en la vereda Lázaro Fonte.

## Geografía

### Límites
| Noroeste: Fusagasugá (Cuchilla de La Aguadita) | Norte: Sibaté | Nordeste: Soacha (Corregimiento 1; vereda Romeral)                                                    |
| Oeste: Fusagasugá                              |               | Este: Bogotá Localidad de Usme (veredas Las Margaritas y Chisacá)                                     |
| Suroeste: Fusagasugá                           | Sur: Arbeláez | Sureste: Bogotá Localidad de Sumapaz (Corregimiento de Nazaret; veredas Santa Rosa Alta y Taquecitos) |

## Educación
En 1910 se inicia la enseñanza formal en la escuela primaria con profesores encargados de la educación infantil, una para varones y una para niñas ubicadas en el sitio que actualmente ocupa la estación de policía y la otra en la alcaldía, cada una contaba con 60 alumnos por escuela, el lote donde se encuentra construida la escuela urbana fue comprada a la parroquia, en 1930 se construyó el salón cultural. En 1963 se construyó un bloque de salones gracias a la alianza para el progreso.

## Movilidad
A Pasca se llega por la Ruta Nacional 40 desde Soacha bien, por el ramal occidental del Muña correspondiente a dicha troncal hacia Fusagasugá (avenida Las Palmas) o por el oriental llegando a Sibaté en la vereda Romeral hasta el casco urbano pasqueño y la variante Sibaté-Pasca pasando por el centro poblado sibateño de San Miguel.
También se llega por Soacha por la Calle 13 en la Comuna 6 San Humberto hasta el barrio El Cardal atravesando el Corregimiento 1 hasta Romeral.
Por Bogotá, se llega a través de la Troncal Bolivariana desde Usme Centro hasta el centro poblado Nazareth de la localidad de Sumapaz y de ahí hasta el límite con el territorio pasqueño entre las cuchillas de Encenillos y La Rica pasando por el valle del río Corrales hasta el casco urbano municipal.

## Servicios públicos
- Energía Eléctrica: Enel, es la empresa prestadora del servicio de energía eléctrica.
- Gas Natural: Alcanos de Colombia es la empresa distribuidora y comercializadora de gas natural en el municipio.